# Ostfriesischer Kurier
Der Ostfriesische Kurier (OK) ist eine traditionsreiche ostfriesische Tageszeitung, die in der Stadt Norden beheimatet ist, und von Montag bis Sonnabend im Berliner Format erscheint. Die verkaufte Auflage beträgt 8441 Exemplare, ein Minus von 43,5 Prozent seit 1998.

## Geschichte

Titelseite der Erstausgabe des Ostfriesischen Kuriers (2. Juli 1867)

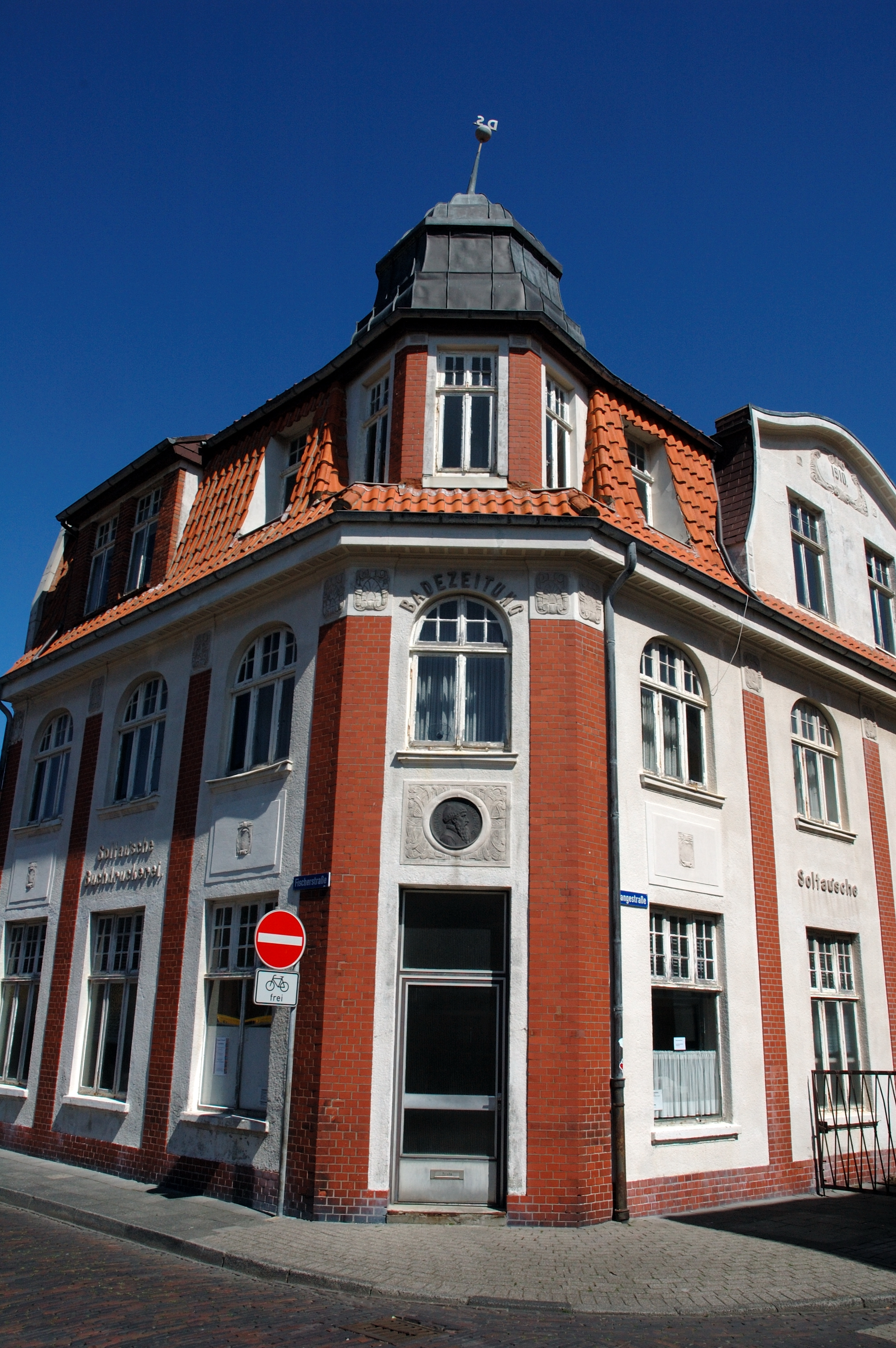
Ehemaliges Verlagshaus der Soltauschen Buchdruckerei auf Norderney

Der Unternehmensgründer Diedrich Gerhard Soltau (* 30. November 1836; † 17. März 1894) erhielt am 21. Januar 1861 die Gewerbeerlaubnis der Stadt Norden. Einige Jahre später bekam Soltau gegen Hinterlegung von 2000 Goldtalern die Konzession zur Herausgabe einer Zeitung. Am 2. Juli 1867 erschien der erste Ostfriesische Courier. 1868 gründete Soltau auf der der Stadt Norden gegenüberliegenden Insel Norderney die dortige Badezeitung.
Im Jahr 1922 teilten die Söhne des Gründers das Unternehmen in die Firmen Otto G. Soltau (Norderneyer Badezeitung) und Heinrich Soltau (Ostfriesischer Courier).
Nach vielen Kriegswirren und der Pressegleichschaltung durch die Nationalsozialisten erschien der Ostfriesische Kurier in den Jahren 1945 bis 1949 nicht, sondern erst wieder anschließend, nachdem im Herbst 1949 die Pressefreiheit hergestellt worden war.
Dietrich Gerhard Soltau verstarb 1953 nach längerer Krankheit. Daraufhin übernahm seine Frau Irmgard, geborene Lattmann, aus Goslar, die Verantwortung für den Verlag mit damals 64 Mitarbeitern. Nach ihrem Tod im Jahr 1973 ging die Unternehmensführung an ihre älteste Tochter Ursula Basse-Soltau (1928–2017) und den Verlagsleiter Heinrich Siever. Dieser verließ 1976 den Ostfriesischen Kurier und wurde Geschäftsführer bei der Ostfriesen-Zeitung in Leer.
Die Kündigung des Lohndrucks der Emder Zeitung stürzte die Firma in den Jahren 1979 bis 1981 in eine Existenzkrise. Nachdem im Zuge der Bombardierung Emdens 1945 die dortige Zeitungsdruckerei vernichtet worden war, hatte sich der Norder Verlag vollständig auf die Zeitungsproduktion ausgerichtet. Etwa ein Drittel der 100 Norder Mitarbeiter war 1979 mit dem Emder Lohnauftrag beschäftigt. Im Juni 1981 wurde die letzte Emder Zeitung in Norden gedruckt.
1981 trat Christian Basse (1954–2018) als Mitglied der fünften Generation in die Geschäftsführung der Firma ein. Im Dezember des Jahres verkaufte der Verlag seine Immobilien in der Innenstadt und baute ein modernes Druck- und Verlagshaus im Gewerbegebiet Leegemoor im Süden der Stadt. Das überregionale Marketing findet seitdem unter dem Logo Soltau-Kurier-Norden und unter der neuen Firmierung SKN Druck und Verlag GmbH & Co. statt.
Die Ostfriesische Pressedruck GmbH wurde 1985 unter Beteiligung von SKN in Emden gegründet. Neben dem Ostfriesischen Kurier wurde dort unter anderem wieder die Emder Zeitung gedruckt.
Im Jahr 1998 schied SKN als Gesellschafter bei der Ostfriesen-Zeitung in Leer aus. Die restlichen OZ-Gesellschafter entschieden sich grundsätzlich gegen einen Zeitungsdruck in Ostfriesland und vergaben den Druck der Zeitungen nach Oldenburg.
In den Jahren 1999 bis 2001 wurde die Druckerei der Ostfriesischen Pressedruck GmbH in Emden mit einem Volumen von 25. Millionen DM ausgebaut. Im Mai 2001 erschien das erste Mal eine Ausgabe des Ostfriesischen Kurier durchgängig in der 4c Euroskala.
2005 übernahm SKN die Gesellschafteranteile der Firma Dunkmann aus Aurich an der Ostfriesischen Pressedruck GmbH. Das Verlags- und Titelrecht an der Norderneyer Badezeitung wurde 2011 von SKN Druck und Verlag in Norden wieder zurückgekauft.
Nach dem Tode Christian Basses liegt die Geschäftsführung in den Händen seiner Töchter Charlotte Basse und Victoria Basse, die bereits seit 2004 bzw. 2007 Mitglieder der Geschäftsleitung sind.
Seit März 2023 betreibt der Ostfriesische Kurier auch eine eigene Nachrichtenseite mit Schwerpunkt Stadt Norden und Altkreis Norden, deckt jedoch nachrichtentechnisch ganz Ostfriesland ab. Neu eingestellt wurde dafür Stefan Bergmann als Leiter Digital.

## Kooperationen
Den überregionalen Mantel der Zeitung liefert seit 2021 die Neue Osnabrücker Zeitung in Osnabrück. Daneben kooperiert der Kurier mit dem benachbarten Blatt Ostfriesen-Zeitung.

## Verbreitung
Der Ostfriesische Kurier erscheint in der Stadt Norden/Ostfriesland. In der Stadt sowie in Teilen des früheren Landkreises Norden ist der Kurier heute die meistgelesene Tageszeitung und erreicht eine verkaufte Auflage von 8441 Exemplaren. Orte, die zum Hauptverbreitungsgebiet des Kuriers gehören, sind: Norden, die Inseln Juist und Baltrum, die Gemeinden Großheide und Dornum sowie die Samtgemeinden Hage und Brookmerland. Auf der Insel Norderney ist allerdings das Tochterblatt Norderneyer Badezeitung die nach Auflage führende Publikation, in den Gemeinden Krummhörn und Hinte ist es die Ostfriesen-Zeitung. Im Norderland, also den aufgeführten Gemeinden ohne die Krummhörn und Hinte, erreicht der Kurier nach eigenen Angaben einen Marktanteil von 90 Prozent.
Die Redaktion des Kurier befindet sich in Norden. In der Fußgängerzone der Stadt Norden unterhält SKN ein Kundenzentrum. Der „OK“ erscheint in der Ostfriesischer Kurier GmbH, die zum Verlag SKN Druck und Verlag GmbH & Co. KG gehört, der auch die Monatszeitschrift Ostfriesland Magazin sowie zahlreiche Bücher mit regionalem Bezug herausgibt und darüber hinaus im Auftragsdruck tätig ist (Druckerei im Emder Stadtteil Constantia). Die Initialen SKN stehen im Firmennamen für die Worte „S“ für Soltau (Name des Firmengründers), „K“ für Ostfriesischer Kurier (ältestes Produkt des Unternehmens) und „N“ für Norden (Verlagssitz des Unternehmens).

## Auflage
Der Ostfriesische Kurier hat wie die meisten deutschen Tageszeitungen in den vergangenen Jahren an Auflage eingebüßt. Die verkaufte Auflage ist in den vergangenen 10 Jahren um durchschnittlich 4,4 % pro Jahr gesunken. Im vergangenen Jahr hat sie um 4,1 % abgenommen. Sie beträgt gegenwärtig 8441 Exemplare. Der Anteil der Abonnements an der verkauften Auflage liegt bei 86,8 Prozent.
| 1998  | 1999  | 2000  | 2001  | 2002  | 2003  | 2004  | 2005  | 2006  | 2007  | 2008  | 2009  | 2010  | 2011  | 2012  | 2013  | 2014  | 2015  | 2016  | 2017  | 2018  | 2019  | 2020  | 2021  | 2022 | 2023 | 2024 |
| ----- | ----- | ----- | ----- | ----- | ----- | ----- | ----- | ----- | ----- | ----- | ----- | ----- | ----- | ----- | ----- | ----- | ----- | ----- | ----- | ----- | ----- | ----- | ----- | ---- | ---- | ---- |
| 14937 | 14988 | 14996 | 14918 | 14798 | 14597 | 14211 | 13956 | 13983 | 13931 | 13833 | 13792 | 13811 | 13766 | 13823 | 13590 | 13304 | 12882 | 12532 | 12017 | 11464 | 11090 | 10902 | 10412 | 9235 | 8801 | 8441 |